# Équipe de Finlande de bandy
L'équipe de Finlande de bandy participe à tous les Championnats du monde de bandy depuis la première édition en 1957. La Finlande a remporté le championnat en 2004.
L'équipe a toujours terminé parmi les quatre premiers des championnats du monde et a remporté 27 médailles en 31 éditions.

## Référence
- (en) Cet article est partiellement ou en totalité issu de l’article de Wikipédia en anglais intitulé « Finland national bandy team » (voir la liste des auteurs).